# رينيه مولر (لاعب كرة قدم)
رينيه مولر (بالألمانية: René Müller)‏ (19 مايو 1974 بمندن في ألمانيا - ) هو مدرب كرة قدم ولاعب كرة قدم ألماني في مركز الهجوم. لعب مع بادربورن 07 وروت فايس آهلن وروت فايس أوبرهاوزن وكيكرز أوفنباخ ونادي آوغسبورغ ونادي بوخوم وFC Rot-Weiß Erfurt ‏ ونادي بروسيا مونستر.

## وصلات خارجية
- رينيه مولر على موقع قاعدة بيانات كرة القدم.إي يو (الإنجليزية)
- رينيه مولر على موقع بيانات كرة القدم. دي إي (الألمانية)
- رينيه مولر على موقع عالم كرة القدم.نت (الإنجليزية)